# Rypin Wąskotorowy
Rypin Wąskotorowy – nieczynna wąskotorowa stacja kolejowa w Rypinie, w województwie kujawsko-pomorskim, w Polsce.